# Швейцарці

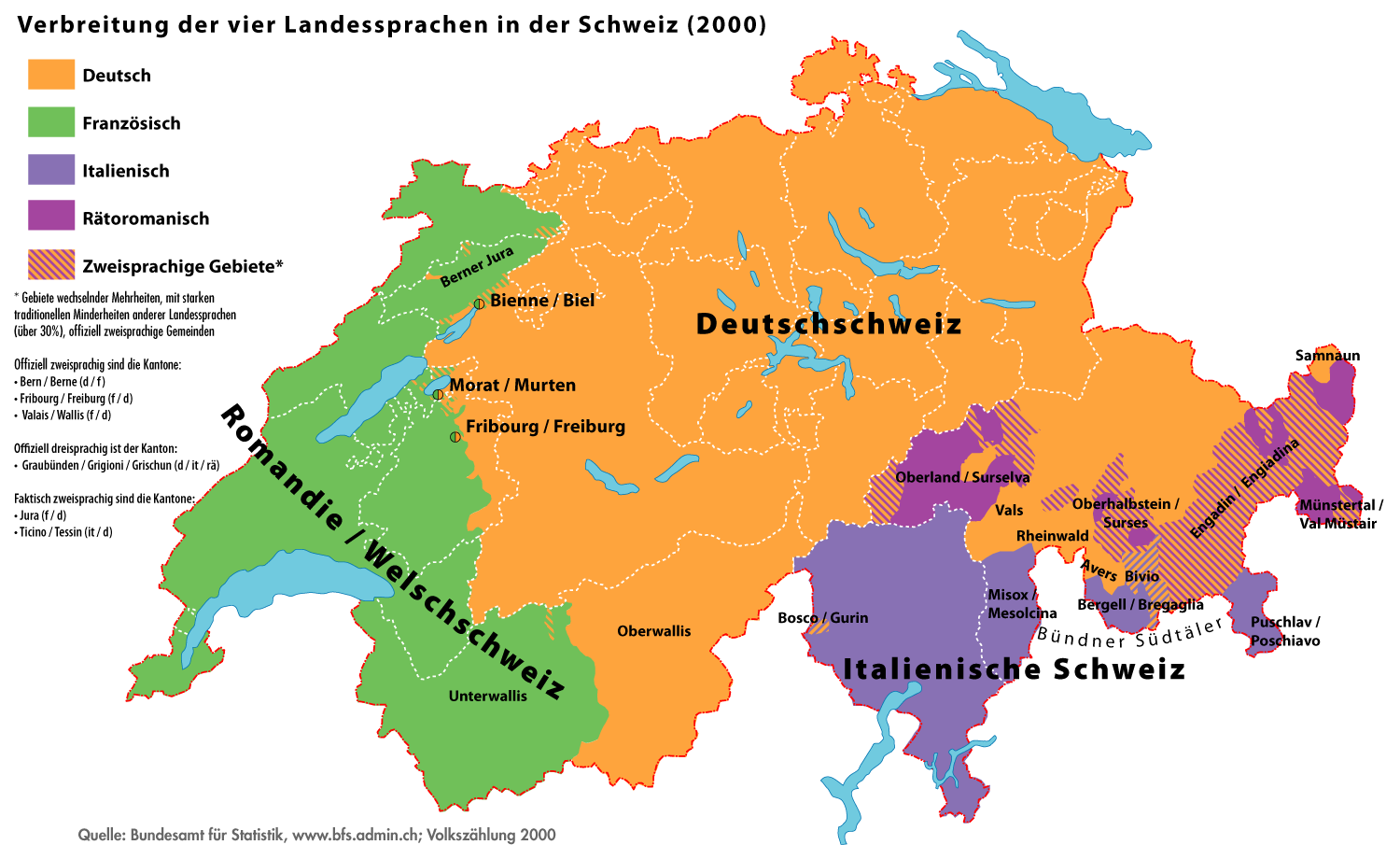
Населення Швейцарії

Швейцарці (нім. die Schweizer, фр. les Suisses, італ. gli Svizzeri, ромш. ils Svizzers) — група народів, корінне населення Швейцарії (Швейцарської конфедерації). Загальна чисельність — 6 660 000 осіб. (2007). У Швейцарії — 5,99 млн осіб.

## Етногенез та рання історія
Ще у давнину територію теперішньої Швейцарії населяли гельвети (кельтське плем'я, споріднене сусіднім галлам у Франції) та рети. Перші згадки про них відносять до початку нашої ери. Стародавня назва Швейцарії — Гельвеція.
У період римської колонізації, гельвети та рети були романізовані. В V ст. терен Швейцарії було захоплено германськими племенами. На сході бургунди і романізоване місцеве населення створили згодом народність франкошвейцарців, на півночі алемани — германошвейцарців, а на півдні лангобарди в союзі з місцевим населенням Ломбардії — італошвейцарців. Ретороманці є нащадками ретів. Після франкського завоювання в 5—6 ст. Швейцарія входить до складу імперії Карла Великого, а після її розпаду відбувається її розподіл між Західнофранкським королівством (майбутньою Францією), Східнофранкським (майбутньою Німеччиною) та Лотарингією (інакше — державою Лотаря). Потім вона увійшла в Священну Римську (Германську) імперію та була ареною феодальних чвар.
У 1291 р., який вважається днем народження Швейцарії, був створений союз трьох кантонів, Урі, Швіц і Унтервальден. Пізніше приєднались ще 5: Люцерн, Цюрих, Гларус, Цуг, Берн. Народи Швейцарії сформувались у 14—15 столітті, а держава сформувалась, як єдина конфедерація.
Назву країні дав один із кантонів — Швіц.